# Agrilus quadriimpressus
Agrilus quadriimpressus är en skalbaggsart som beskrevs av Ziegler 1845. Agrilus quadriimpressus ingår i släktet Agrilus och familjen praktbaggar. Inga underarter finns listade i Catalogue of Life.